# Blindreja

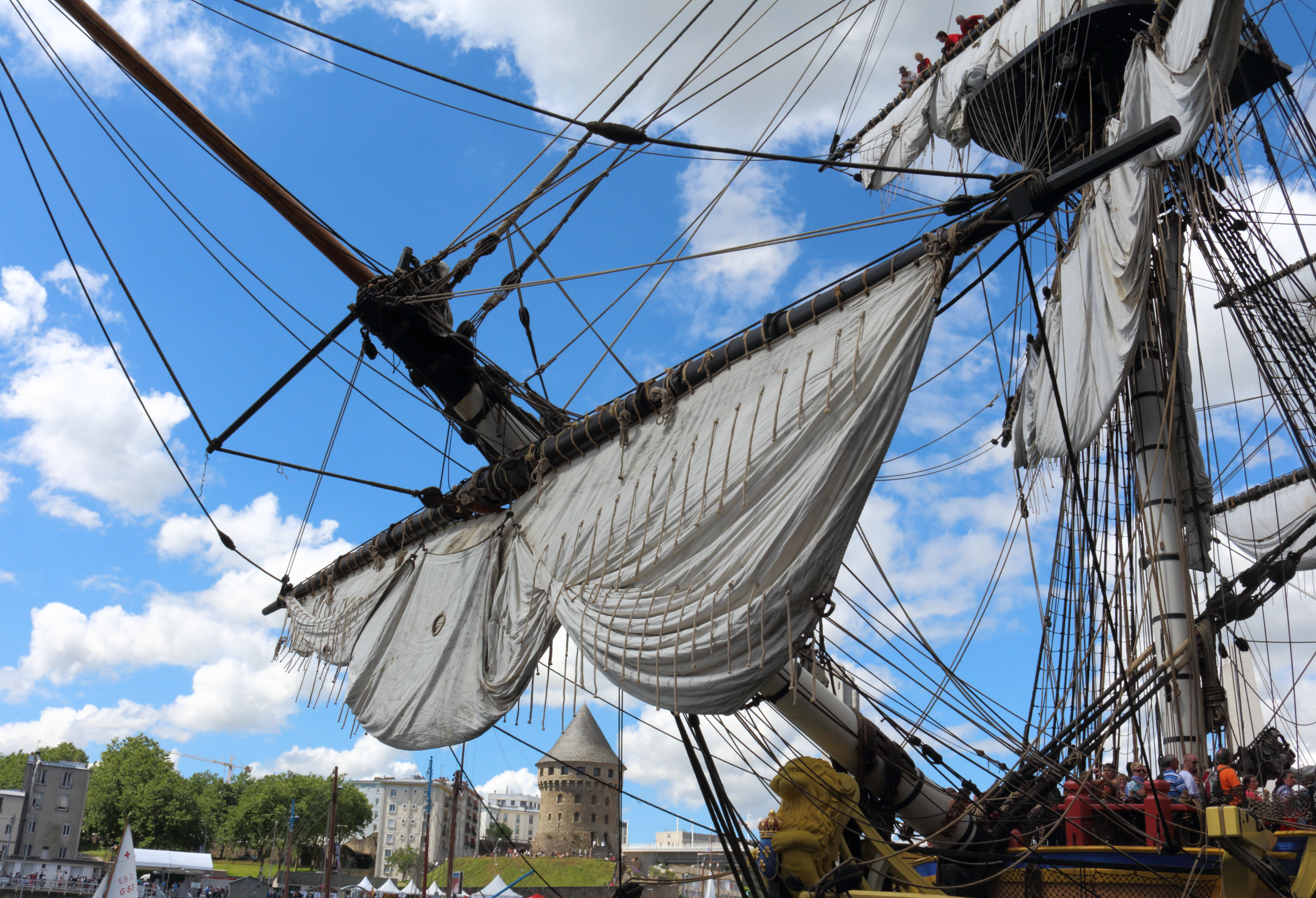
Blindreja z częściowo rozwiniętym blindżaglem

Blindreja – reja bukszprytu, reja żagla rozwieszanego pod bukszprytem zwanego blind żagiel lub blinder (ponieważ zasłaniał widoczność), mocowana na żaglowcach od XV do końca XVIII wieku.